# باشگاه فوتبال اکسترمادورا
باشگاه فوتبال اکسترمادورا (اسپانیایی: Extremadura UD‎) باشگاه فوتبالی است که در شهر آلمندرالخو قرار دارد و در سال ۲۰۰۷ تأسیس شده‌است.
این باشگاه هم‌اکنون در لا لیگا ۲ بازی می‌کند. (فصل ۲۰–۲۰۱۹)